# A Taste of Honey (группа)
A Taste of Honey (с англ. — «Вкус Мёда») — американская музыкальная группа, известная по хитам в стилях диско и quiet storm.
Была основана в 1971 году певицей/бас-гитаристкой/гитаристкой Джа́нис-Мари́ Джонсон и клавишником Перри Кибблом. В состав группы входили Дженис-Мари Джонсон (вокал, соавтор, бас-гитара), Карлита Дорхан (вокал, гитара), Перри Киббл (клавишные, сопродюсер, соавтор) и Дональд Рэй Джонсон (ударные).
Их первый сингл, танцевальный диско-номер «Boogie Oogie Oogie», осенью 1978 года три недели возглавлял американский чарт (Billboard Hot 100) и был продан тиражом более двух миллионов экземпляров.
Другой же самый известный их хит (1 место в ритм-н-блюзовом чарте «Билборда» и 3 место в Hot 100 весной 1981 года) — кавер на знаменитый хит Кю Сакамото 1963 года «Sukiyaki» — был совсем другим по стилю, томным и сочным.
В 1980-х годах популярность группы увяла, и Джанис-Мари Джонсон стала работать сольно.

## Дискография
- См. «A Taste of Honey (band) § Discography» в английском разделе.